# جوي تامبلين
باميلا جوي تامبلين (بالإنجليزية: Joy Tamblin)‏ (11 يناير 1926– 8 مارس 2015) والمعروفة باسم جوي تامبلين، عميدة جوية وأحد كبار ضباط سلاح الجو الملكي وقائده سلاح الجو الملكي النسائي في الفترة مابين عام 1976 إلي عام 1980.

## مهنة عسكرية
التحقت تاملبين خلال الحرب العالمية الثانية بقوات خدمات المساعدة الإقليمية النسائية حيث خدمت في حديقة بلتشلي في الفترة ما بين عامي 1943-1945 قبل أن تنضم إلى سلاح الجو الملكي النسائي عام 1951.
بدأت مسيرتها العملية العسكرية في القسم التعليمي في الفترة ما بين عامي 1951-1955. انتقلت بعدها إلى الفرع الإداري حيث أمضت فيه ما يقرب من 21 عاما (في الفترة ما بين عام 1955 إلى عام 1976) كانت فيها قائدة وحدة في الفترة ما بين عامي 1971- 1974 إلى أن أصبحت قائدة السلاح الجوي الملكي النسائي منذ عام 1976 وظلت فيه حتى عام 1980.
في عام 1951 انضمت إلي السلاح الجوي الملكي وبدأت تدريبها لمدة 12 أسبوعا لتصبح ضابطا ثم قامت تامبلين بتطوير مهاراتها کمحاورة ومتحدثة عامة. التحقت تاملين بجامعة دورهام لدراسة الجغرافيا والاقتصاد بعد فصلها من درجة عريف. في عام 1955، أنشأت تامبلين مركز تعليمي وانتقلت إلي إدارة شؤون الموظفين والإدارة العامة.

## مرتبة الشرف
في تكريمات عيد الميلاد لعام 1980، حصلت تامبلين على وسام Order of the Bath.

## الموت
توفيت جوي تامبلين في 8 مارس 2015 في كورنوال، عن عمر يناهز 89 عامًا، بعد توفي زوجها دوجلاس بفترة قصيرة.

## وصلات خارجية
- طبقة النبلاء.
- الموقع الرسمي سلاح الجو الملكي

| مناصب عسكرية   | مناصب عسكرية                                | مناصب عسكرية      |
| -------------- | ------------------------------------------- | ----------------- |
| سبقه مولي ألوت | قادة سلاح الجو الملكي النسائي 1976 إلى 1980 | تبعه هيلين رينتون |